# 찰스 M. 라이스
찰스 몬 라이스(영어: Charles Moen Rice, 1952년 8월 25일 ~ )는 미국의 바이러스학자이다. 2020년에 C형 간염 바이러스를 규명한 공로로 하비 J. 올터, 마이클 호턴과 함께 노벨 생리학·의학상을 수상했다.

## 수상 경력
- 1986년 : Pew Biomedical Scholar
- 2007년 : M.W. Beijerinck Virology Prize
- 2015년 : 로베르트 코흐상
- 2016년 : 래스커-드베이키 임상 의학 연구상
- 2020년 : 노벨 생리학·의학상[2]